# 安倍吉昌
安倍 吉昌（あべ の よしまさ）は、平安時代中期の貴族・陰陽師・陰陽家。播磨守・安倍晴明の次男（異説あり）。天文博士・陰陽博士・主計頭・陰陽頭などを歴任。天文密奏宣旨 保有者。従四位上に叙せられる。兄・吉平や父・晴明の師家である賀茂氏の賀茂光栄らと共に陰陽道を取り仕切る存在として陰陽寮を主導する。

## 経歴
吉昌は天禄元年（970年）に賀茂保憲の推挙で天文道の学生である天文得業生に補され、寛和2年（986年）には晴明の後任として天文博士に任じられ、晴明生前の寛弘元年（1004年）に陰陽頭に任ぜられている。本来は陰陽頭は賀茂氏や大中臣氏などの格式の高い陰陽家が歴任していたが、吉昌以降安倍氏と賀茂氏の安賀両家によって代々世襲され、やがては安倍氏（室町時代以降は土御門家と称する）が独占していくこととなった。
父・晴明や兄とされる吉平とは異なり伝説や逸話は見当たらないが、陰陽寮の筆頭である陰陽頭に任ぜられている事から、実力や実績は父や兄同様に相当なものであったことが窺える。更に彼の死去の2日前に藤原実資が記した『小右記』の記事には、吉昌は亡くなるまで天文博士の職を兼務していたことが記されている。
なお、吉昌死後、後継の天文博士が無い事から、伊予に住む「（秦）久邦」(権天文博士であったらしい)を後任の天文博士に任じようとしたが、久邦は知識に乏しいとして話は頓挫している。この一件から、既に陰陽道隆盛期と言えるこの時期から人材不足と、国司および受領に付き添って行った陰陽師から地方に陰陽道が伝播し始めていた状況（民間陰陽師登場に繋がっていく事）を知る事ができる。

## 吉昌嫡男説
通説では安倍吉平が安倍晴明の長男（嫡男）とするのが主流であるが、吉平と吉昌の生年の差がほとんど無い（1年差）ことや、世襲が慣例化していた時代に本来ならば嫡男が任ぜられるべき陰陽頭の職を次男であるはずの吉昌が就任していることなどから、安倍吉平は庶兄（異母兄）であり、安倍吉昌が晴明の嫡男ではないかとの説もある。
ただし、藤原実資の『小右記』や藤原道長の『御堂関白記』では、吉昌よりも吉平が多く用いられており、安倍晴明の後継者は吉平であるとの認識をされていた可能性は捨てきれない。この状況は吉昌が陰陽頭に任じられていても変わらず、加えて吉昌の子である安倍成親も吉昌が吉平より譲り受けた養子である可能性もあり、よって安倍吉平が嫡男であるとの見方は未だに強い。

## 系譜
- 父：安倍晴明
- 母：不詳
- 妻：不詳
- 生母不明の子女
  - 男子：安倍成親（なりちか）

一部史料では安倍成親は実は安倍吉平の子であり、吉昌の養子となったと記述している。また、吉昌の養子（実は吉平の子）として奉親を記す系図もある。